# Globigerinella
Globigerinella es un género de foraminífero planctónico de la subfamilia Globigerininae, de la familia Globigerinidae, de la superfamilia Globigerinoidea, del suborden Globigerinina y del orden Globigerinida. Su especie tipo es Globigerina aequilateralis. Su rango cronoestratigráfico abarca desde el Aquitaniense superior (Mioceno inferior) hasta la Actualidad.

## Descripción
Globigerinella incluye especies con conchas globulares, bioumbilicadas, inicialmente trocoespiraladas y finalmente planiespiraladas evolutas, con cierta tendencia a desenrollarse; sus cámaras son globulares a ovaladas alargadas axialmente, y creciendo en tamaño de manera rápida; sus suturas intercamerales son rectas e incididas; su contorno ecuatorial es subredondeado y lobulado; su periferia es redondeada; el ombligo es amplio y abierto; su abertura principal es interiomarginal, inicialmente umbilical-extraumbilical y finalmente ecuatorial interumbilical, con forma de arco muy amplio, y rodeada de un labio estrecho; presentan pared calcítica hialina, macroperforada con poros en copa, y superficie punteada y espinosa, con áreas interporales de superficie lisa y espinas alargadas de sección inicialmente redondeada y finalmente trirradiada.

## Discusión
Clasificaciones posteriores han incluido Globigerinella en la familia Globigerinellidae. Algunos autores consideraron a Globigerinella un sinónimo subjetivo posterior de Hastigerina.

## Ecología y Paleoecología
Globigerinella incluye especies con un modo de vida planctónico (con simbiontes), de distribución latitudinal cosmopolita, preferentemente tropical a templada, y habitantes pelágicos de aguas superficiales e intermedias (medio epipelágico a mesopelágico superior).

## Clasificación
Globigerinella incluye a las siguientes especies:
- Globigerinella adamsi
- Globigerinella aequilateralis
- Globigerinella calida
- Globigerinella obesa
- Globigerinella praesiphonifera
- Globigerinella pseudobesa

Otras especies consideradas en Globigerinella son:
- Globigerinella aissana
- Globigerinella aspersa
- Globigerinella clavata
- Globigerinella duboisi
- Globigerinella escheri
- Globigerinella evoluta
- Globigerinella gottisi
- Globigerinella japonica
- Globigerinella loetterli
- Globigerinella messinae
- Globigerinella naguewichiensis
- Globigerinella oyashiwo
- Globigerinella praemicra
- Globigerinella pseudovoluta
- Globigerinella siphonifera
- Globigerinella subangulata
- Globigerinella subcarinata
- Globigerinella tururensis
- Globigerinella voluta

En Globigerinella se ha considerado el siguiente subgénero:
- Globigerinella (Bolliella), aceptado como género Bolliella